# Brodno
Brodno je městská část Žiliny ležící severně od města na levém břehu řeky Kysuca.

## Poloha
Městská část Brodno leží v severní části okresu Žilina, v údolí řeky Kysuca. Od městské části Vranie ho odděluje řeka Kysuca, na jihu sousedí se žilinskými městskými částmi Budatín a Zádubnie. Ze severu sousedí s obcí Rudinka a Oškerdou (část Kysuckého Nového Mesta) a z východu s obcí Snežnica. Někdejší samostatné obce Brodno a Vranie vznikly v rozšířeném prostoru údolí řeky Kysuce, těsně před Kysuckou bránou, kterou tvoří vrchy Rochovica (640 m n. m.) a Brodnianka (720 m n. m.). Údolím řeky Kysuca prochází Košicko-bohumínská dráha a čtyřpruhová silniční komunikace, budoucí dálnice D3.

## Dějiny
Archeologické nálezy z okolí obce v oblasti Sedliská jsou z mladší doby kamenné se stopami osídlení až do 15. století. Území obce se vzpomíná v listině z roku 1244 pod názvem Budny a roku 1438 jako Brodno. Samotná obec je doložena z roku 1438. Patřila pod panství Budatín. V roce 1784 mělo Brodno 327 a roku 1980 již 1341 a v roce 2017 1316 obyvatel. Administrativně patřilo do roku 1960 do okresu Kysucké Nové Mesto. Obec měla erb s postavou voraře, který stojí na voru s veslem v ruce. V roce 1980 byla přičleněna k Žilině.

## Zástavba
Původně byla obec postavena v okolí potoka Brodnianka, kde je postaven kostel. Zástavba postupně pokračovala nejprve ve směru potoka a pozdější zástavba pokračovala do nově vytvořených bočních ulic, čímž se vytvořila souvislá zástavba. Nejnovější výstavba je soustředěna na Zábreží kolem nové přístupové silnice do obce. Od severu bylo Brodno chráněno vrchem Brodnianka, který byl prohlášen za přírodní rezervaci. Uprostřed se nachází malé náměstí, do kterého ústí čtyři ulice. Zde končí i MHD autobusová linka č. 22 ze Žiliny.
Z náměstí je vidět Kostel Všech svatých. Brodno je samostatná římskokatolická farnost Žilinské diecéze, pod kterou patří filiální farnost Vranie. Je zde postavena základní škola, pošta, kulturní dům, knihovna a jako bývalá samostatná obec má vlastní hřbitov. Působí zde aktivní Dobrovolný hasičský sbor, který má vybudovanou vlastní hasičskou zbrojnici, Dechový soubor Brodňanka a Klub důchodců.
Na začátku při vstupu od Žiliny je postaven Motel Anita a ve směru do Čadce ranč Oškerda, který nabízí kromě sportovně-oddechových aktivit i zajímavé pěší a cykloturistické trasy do okolní přírody. Okolí Brodna i s přilehlou městskou částí Vranie nabízí zajímavá turistická místa a cykloturistické trasy okolo řeky Kysuca. U řeky je vybudován rybník.

## Doprava
Přes městskou část prochází Košicko-bohumínská dráha a čtyřpruhová silnice I/11, která bude přebudována na dálnici D3. Po dobudování dálnice D3 bude celá oblast přestavěna. Přes Brodno bude vybudována nová silnice do Kysuckého Nového Mesta namísto nynější I/11. Vybuduje se nová přístupová komunikace do Žiliny přes železnici, stávající nadjezd přes budoucí dálnici D3 a přes řeku Kysuca na cestu z Vrania. Zároveň bude zrušeno nynější propojení s budoucí dálnicí D3 a zruší se silniční přejezd přes železnici. Autobusové spojení zajišťuje linka MHD č. 22 provozovaná každodenně na trase Brodno – Budatín – centrum – Bytčica a zpět.

## Ochrana přírody
V městské části Brodno se nachází přírodní rezervace Brodnianka, která s protější Rochovicou vytvářejí známou Kysuckou bránu. Brodnianka má vápencové složení bradlového pásma. Na jižní straně jsou charakteristické typy bučin a dubových porostů s dřínem. Chráněné území se rozprostírá na ploše 25,94 ha a ochranné pásmo na 33,30 ha.